# Barisis-aux-Bois
Barisis-aux-Bois ist eine französische Gemeinde mit 746 Einwohnern (Stand: 1. Januar 2022) im Département Aisne in der Region Hauts-de-France. Sie gehört zum Arrondissement Laon und zum Kanton Vic-sur-Aisne.

## Lage
Die Gemeinde liegt im Nordwesten des Höhenzuges  Chemin des Dames, 24 Kilometer westlich von Laon. Umgeben ist Barisis-aux-Bois von den Nachbargemeinden Amigny-Rouy im Nordwesten, Servais im Norden, Saint-Gobain im Nordosten, Septvaux im Osten, Fresnes-sous-Coucy im Südosten, Verneuil-sous-Coucy im Süden, Folembray im Südwesten und Sinceny im Westen. Das Gemeindegebiet wird vom Flüsschen Servais durchquert.

## Geschichte
Um 661 wurde hier ein Benediktinerkloster gegründet, das bald von der Abtei Saint-Amand bei Valenciennes abhängig war. 822 erschien es unter den Gütern, die Kaiser Ludwig der Fromme der Abtei Saint-Amand schenkte (Regesta Imperii I, 757). Dieser Klosterbesitz wurde von den nachfolgenden Herrschern immer wieder bestätigt und vermehrt, so 831, 833, 840, 864 und 867. In der letzten überlieferten Urkunde schenkte König Karl II. (der Kahle) 867 dem Kloster Saint-Amand einige Güter in "villae ... quae dicitur Barisiacus ".

### Name
Bis zum 6. Dezember 2014 hieß die Gemeinde „Barisis“, dann kam der Namenszusatz „-aux-Bois“ hinzu.

### Bevölkerungsentwicklung
| Jahr                       | 1962 | 1968 | 1975 | 1982 | 1990 | 1999 | 2006 | 2013 | 2021 |
| -------------------------- | ---- | ---- | ---- | ---- | ---- | ---- | ---- | ---- | ---- |
| Einwohner                  | 638  | 723  | 694  | 697  | 689  | 669  | 699  | 739  | 739  |
| Quellen: Cassini und INSEE |      |      |      |      |      |      |      |      |      |

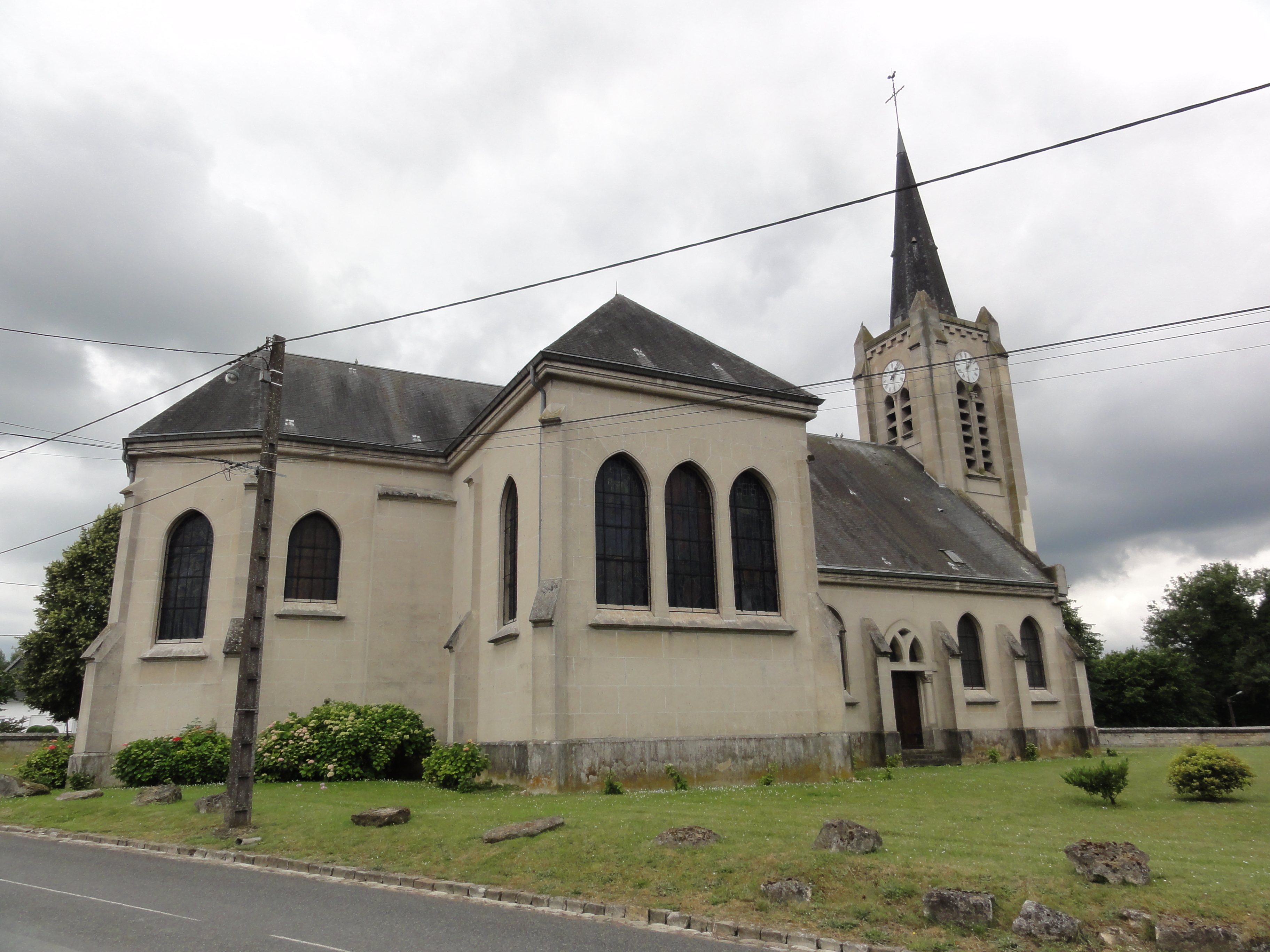
Kirche Saint-Pierre-et-Paul
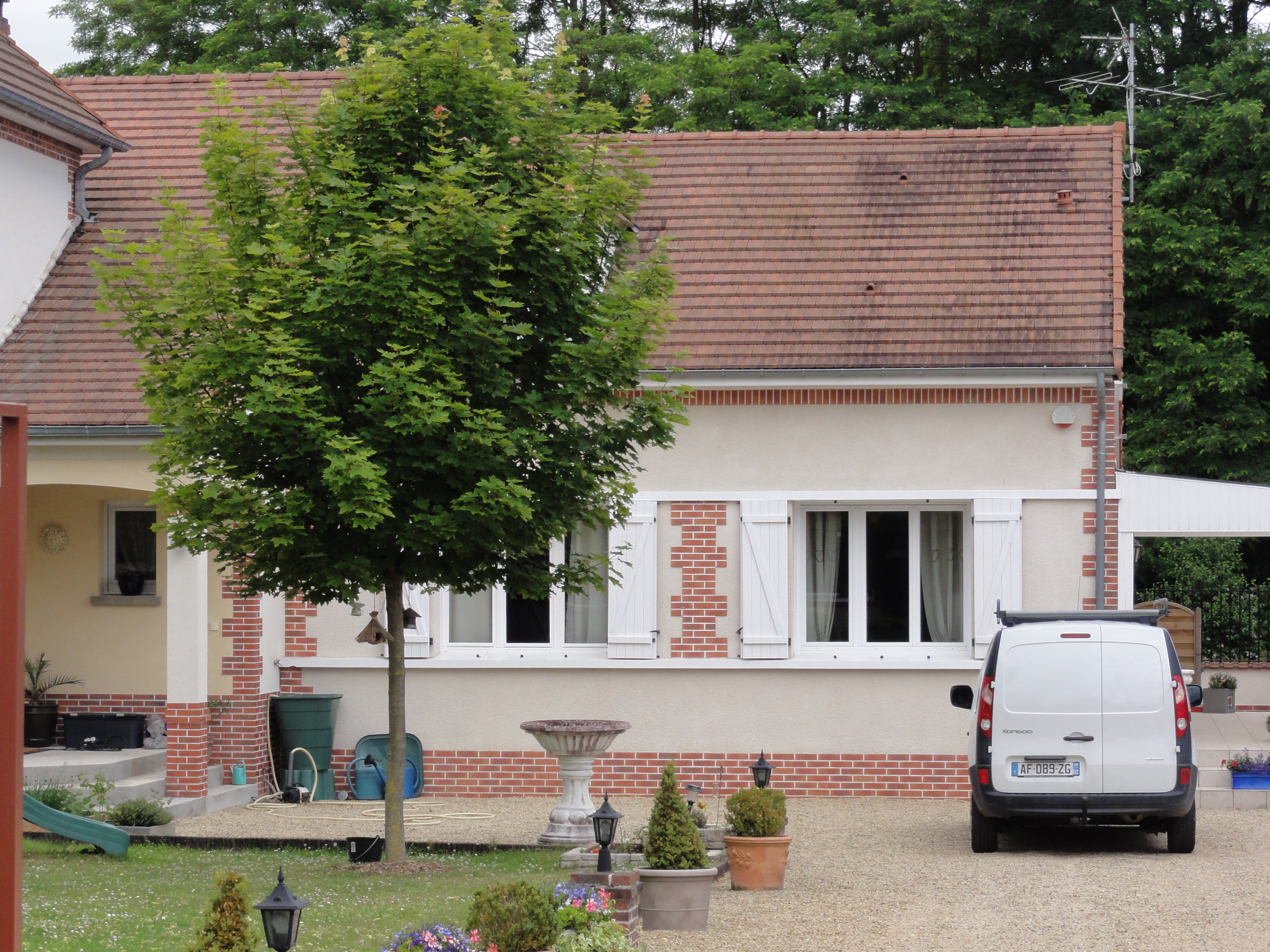
Ehemaliger Bahnhof von Barisis